# Рубцово (Вожегодский район)
Рубцово — деревня в Вожегодском районе Вологодской области.
Входит в состав Вожегодское городское поселение, с точки зрения административно-территориального деления — в Вожегодский сельсовет.
Расстояние до районного центра Вожеги по автодороге — 13 км. Ближайшие населённые пункты — Щеглиха, Лупачи, Степаниха.
По переписи 2002 года население — 4 человека.